# Untere Hellebarten
Die Unteren Hellebarten sind ein mit Verordnung vom 23. Dezember 1996 durch das Regierungspräsidium Tübingen ausgewiesenes Naturschutzgebiet auf dem Gebiet der Stadt Blaubeuren.

## Lage
Das Naturschutzgebiet Untere Hellebarten liegt im Blautal unmittelbar nordöstlich von Gerhausen an der Donautalbahn. Naturräumlich gehört es zur Mittleren Flächenalb.

## Schutzzweck
Wesentlicher Schutzzweck ist laut Schutzgebietsverordnung „die Erhaltung eines reich strukturierten Ökosystems, bestehend aus Kalkmagerrasen, Wiesen, Hecken, Brachen, Saumgesellschaften, Wald und Felsstandorten, als Lebensraum für zahlreiche seltene Pflanzen‑ und Tierarten.“

## Landschaftscharakter
Das Schutzgebiet liegt am südexponierten, linken Talhang des Blautals. Im Westen im Gewann Eichhalde befinden sich Kalkmagerrasen und Magerwiesen, im zentralen Teil eine offene Felswand mit Pionierrasen und Magerrasen und an der Rothalde im Osten eine Wacholderheide. Oberhalb schließt ein geschlossener Waldbestand an. Im Süden verläuft die Trasse der Donautalbahn durch das Gebiet.

## Zusammenhängende Schutzgebiete
Das Gebiet ist eingebettet in das Landschaftsschutzgebiet Blaubeuren und ist Bestandteil des FFH-Gebiets Blau und Kleine Lauter sowie des Vogelschutzgebiets Täler der Mittleren Flächenalb.